# Campeonato Canadiense de Fútbol 2015
El Campeonato Canadiense de Fútbol 2015 fue la octava edición de la competición del fútbol de Canadá. Se disputó entre el 22 de abril y concluyó el 26 de agosto.
Vancouver Whitecaps ganó su primer torneo por primera vez en su historia tras vencer al Montreal Impact con un marcador global de 4-2.

## Equipos participantes
Los equipos participantes son Montreal Impact, Toronto, Vancouver Whitecaps, Edmonton y Ottawa Fury.

## Ronda preliminar
| Fechas           | Local ida   | Resultado global | Local vuelta | Ida | Vuelta |
| ---------------- | ----------- | ---------------- | ------------ | --- | ------ |
| 22 y 29 de abril | Ottawa Fury | 2:6              | Edmonton     | 1:3 | 1:3    |

## Cuadro
|  | Semifinales         | Semifinales    | Semifinales     |   |                     | Final             | Final             | Final             |  |
|  | 6 y 20 de mayo      | 6 y 20 de mayo | 6 y 20 de mayo  |   |                     | 12 y 26 de agosto | 12 y 26 de agosto | 12 y 26 de agosto |  |
|  |                     |                |                 |   |                     |                   |                   |                   |  |
|  |                     |                |                 |   |                     |                   |                   |                   |  |
|  | Vancouver Whitecaps | 1              | 2               |   |                     |                   |                   |                   |  |
|  | Vancouver Whitecaps | 1              | 2               |   |                     |                   |                   |                   |  |
|  | Edmonton            | 1              | 1               |   |                     |                   |                   |                   |  |
|  | Edmonton            | 1              | 1               |   | Vancouver Whitecaps | 2                 | 2                 |                   |  |
|  |                     |                |                 |   | Vancouver Whitecaps | 2                 | 2                 |                   |  |
|  |                     |                | Montreal Impact | 2 | 0                   |                   |                   |                   |  |
|  | Toronto             | 0              | Montreal Impact | 2 | 0                   | 3                 |                   |                   |  |
|  | Toronto             | 0              |                 |   |                     | 3                 |                   |                   |  |
|  | Montreal Impact     | 1              | 2               |   |                     |                   |                   |                   |  |
|  | Montreal Impact     | 1              | 2               |   |                     |                   |                   |                   |  |
|  |                     |                |                 |   |                     |                   |                   |                   |  |

### Semifinales
| 13 de mayo de 2015, 19:00 (UTC-7) | Vancouver Whitecaps | 1:1 (0:1) | Edmonton  | Estadio BC Place, Vancouver, Columbia Británica          |                                                          |
|                                   | Koffie 87'          | Reporte   | Ameobi 4' | Asistencia: 15.183 espectadores Árbitro(s): David Gantar | Asistencia: 15.183 espectadores Árbitro(s): David Gantar |

| 20 de mayo de 2015, 20:00 (UTC-6) | Edmonton     | 1:2 (0:1) | Vancouver Whitecaps     | Clarke Stadium, Edmonton, Alberta                          |                                                            |
|                                   | Ameobi 90+1' | Reporte   | Morales 9' · Laba 90+7' | Asistencia: 3.803 espectadores Árbitro(s): Silviu Petrescu | Asistencia: 3.803 espectadores Árbitro(s): Silviu Petrescu |

| 6 de mayo de 2015, 19:30 (UTC-4) | Montreal Impact | 1:0 (0:0) | Toronto | Estadio Saputo, Montreal, Quebec                            |                                                             |
|                                  | McInerney 68'   | Reporte   |         | Asistencia: 12.518 espectadores Árbitro(s): Silviu Petrescu | Asistencia: 12.518 espectadores Árbitro(s): Silviu Petrescu |

| 13 de mayo de 2015, 19:30 (UTC-4) | Toronto                                   | 3:2 (1:1) | Montreal Impact        | BMO Field, Toronto, Ontario                                  |                                                              |
|                                   | Altidore 22' · Cheyrou 56' · Giovinco 58' | Reporte   | Cooper 25' · Oduro 84' | Asistencia: 21.069 espectadores Árbitro(s): Mathieu Bourdeau | Asistencia: 21.069 espectadores Árbitro(s): Mathieu Bourdeau |

### Final
| 12 de agosto de 2015, 20:00 (UTC-4) | Montreal Impact               | 2:2 (0:0) | Vancouver Whitecaps        | Estadio Saputo, Montreal, Quebec                         |                                                          |
|                                     | Ciman 84' · Jackson-Hamel 85' | Reporte   | Mattocks 65' · Morales 72' | Asistencia: 12.395 espectadores Árbitro(s): David Gantar | Asistencia: 12.395 espectadores Árbitro(s): David Gantar |

| 26 de agosto de 2015, 19:30 (UTC-7) | Vancouver Whitecaps     | 2:0 (0:0) | Montreal Impact | Estadio BC Place, Vancouver, Columbia Británica             |                                                             |
|                                     | Rivero 40' · Parker 53' | Reporte   |                 | Asistencia: 19.616 espectadores Árbitro(s): Silviu Petrescu | Asistencia: 19.616 espectadores Árbitro(s): Silviu Petrescu |

| Campeón Vancouver Whitecaps |
| 1º título                   |

## Goleadores
| Jugador       | Equipo              | Goles |
| ------------- | ------------------- | ----- |
| Tomi Ameobi   | Edmonton            | 4     |
| Daryl Fordyce | Edmonton            | 2     |
| Pedro Morales | Vancouver Whitecaps | 2     |

## Premios
- Mejor jugador del torneo

 Russell Teibert (Vancouver Whitecaps)